# Balladen und Lieder für eine Singstimme mit Klavierbegleitung opus 107
Balladen und Lieder für eine Singstimme mit Klavierbegleitung opus 107 is een compositie van Christian Sinding. Het betreft hier een viertal toonzettingen van teksten van derden, die nog in Duitsland werden uitgegeven. Ze dateren van 1911. De vier liederen zijn:
- Gotentreue op tekst van Felix Dahn
- Heinrich von Toggenburg van Heinrich Leuthold (uit Romanzen, 1870)
- Mahnung van Justus Frey (uit Die zehnten Muse, 1904)
- O verzweifle nicht am Glücke van Robert Hamerling (uit Sinnen und Minnen uit 1868)

Uit diezelfde tijd stamt Balladen und Lieder für eine Singstimme mit Klavierbegleitung opus 109.
Het is onbekend of de liederen ooit samen zijn uitgevoerd. In 2013 is alleen lied nummer 4 op compact disc te verkrijgen.